# Pinus sylvestris

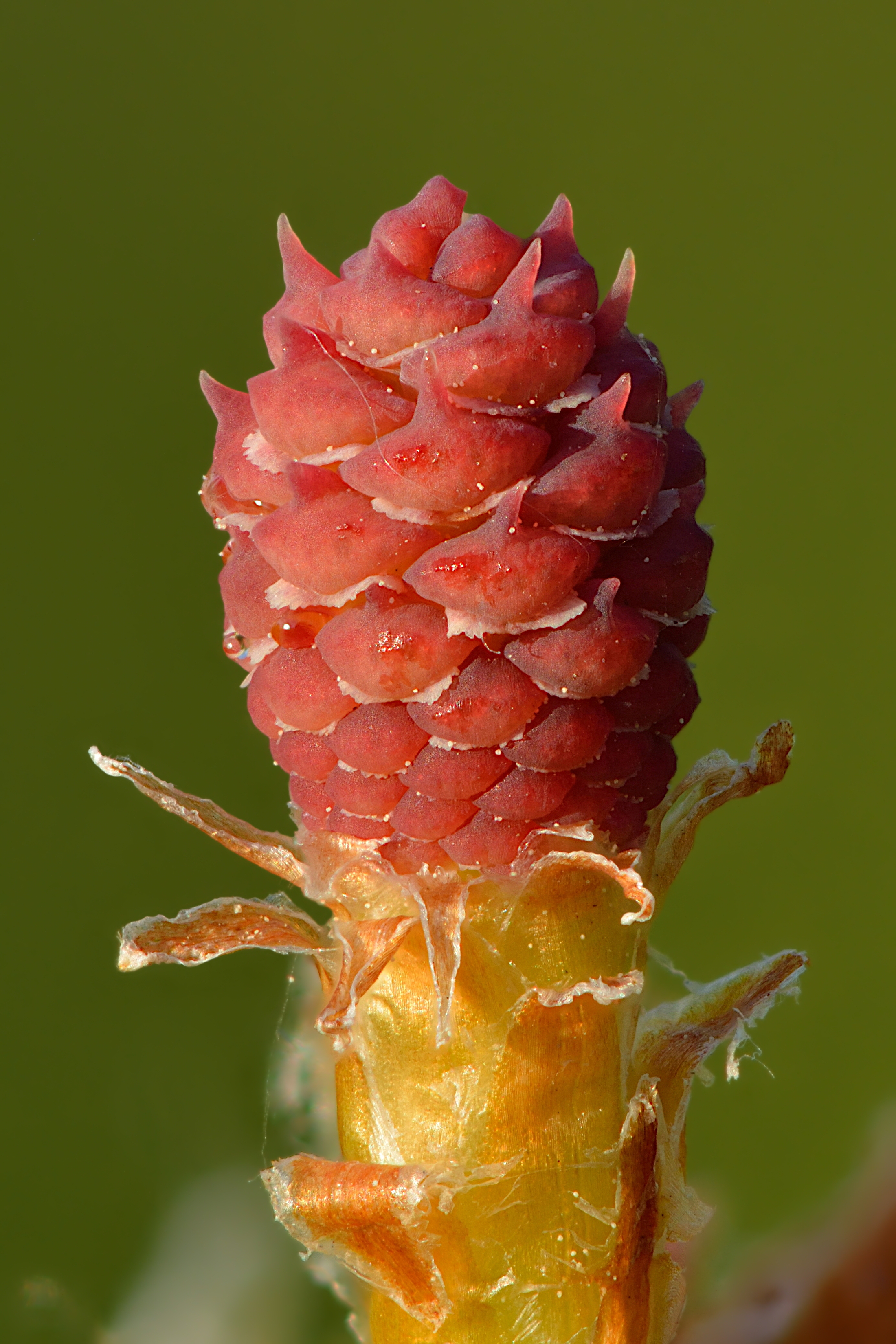
Cono femenino

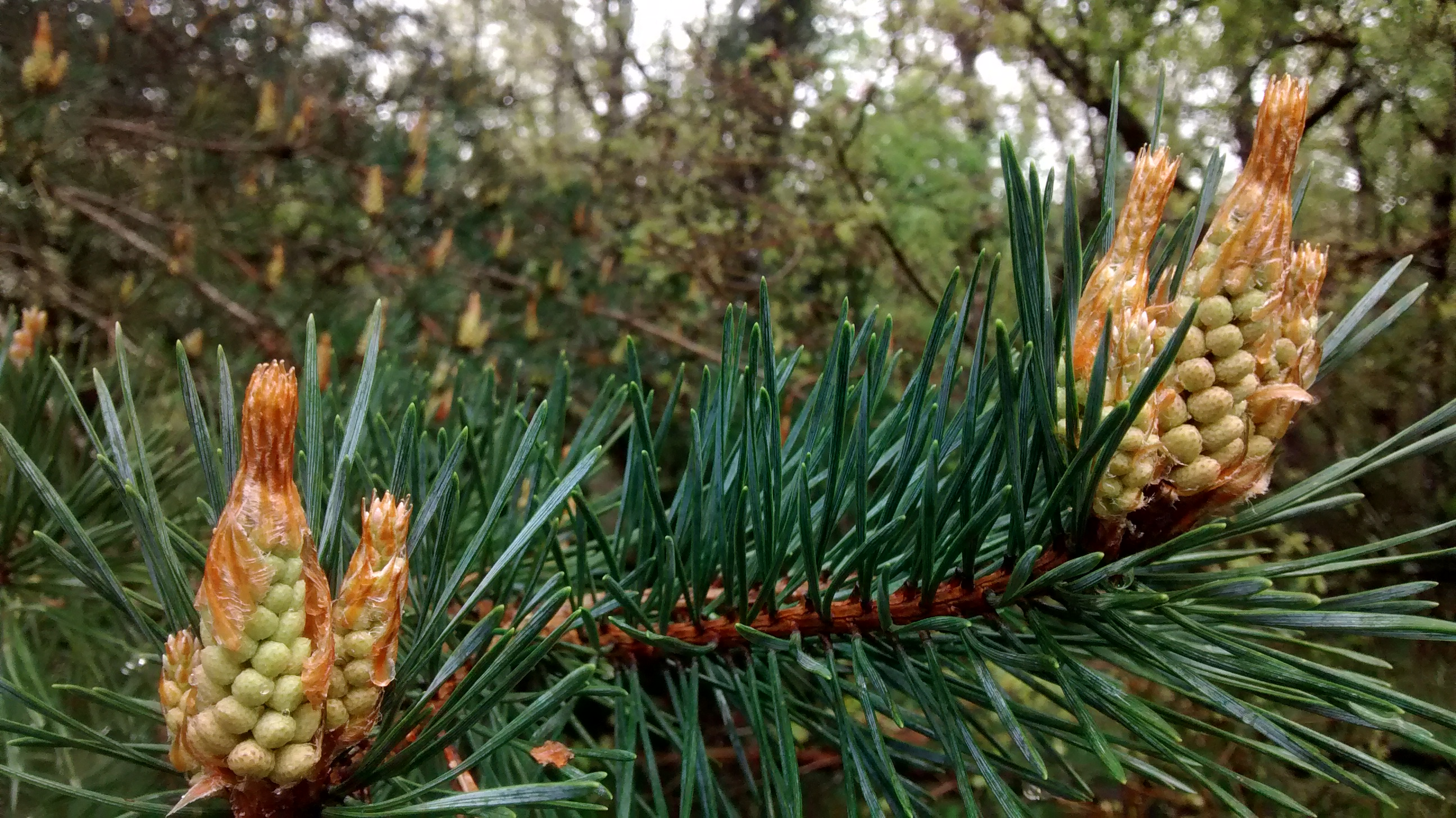
Detalle de la aparición de los conos masculinos en Pinus sylvestris

El pino silvestre (Pinus sylvestris), también conocido como pino de Valsaín, pino serrano, pino albar, pino del Norte, pino rojo o pino bermejo, es una especie arbórea que pertenece a la familia Pinaceae, género Pinus. Esta conífera, que puede alcanzar los 30 m de altura, crece ampliamente por toda Eurasia. Las referencias al color rojo o bermejo se debe a su corteza, de un rojo subido en la parte alta del tronco, y pardorrojiza en la parte inferior.

## Localización y hábitat
El pino silvestre es un árbol muy común en el hemisferio norte, extendiéndose por Eurasia en regiones relativamente frías. Se distribuye desde Escocia y España por el oeste hasta el extremo este de Siberia por el este; y desde Laponia por el norte hasta Sierra Nevada (España) y las montañas del Cáucaso por el sur. En el norte, su área de distribución se encuentra entre el nivel del mar y los 1000 m de altitud, mientras que en el sur se desarrolla en altitudes comprendidas entre los 800 y los 2400 m s. n. m. El pino silvestre se encuentra cultivado ampliamente en Nueva Zelanda y en muchas de las regiones más frías de Norteamérica. Se encuentra catalogado como una "especie invasora" en algunas zonas norteamericanas como Ontario y Wisconsin.

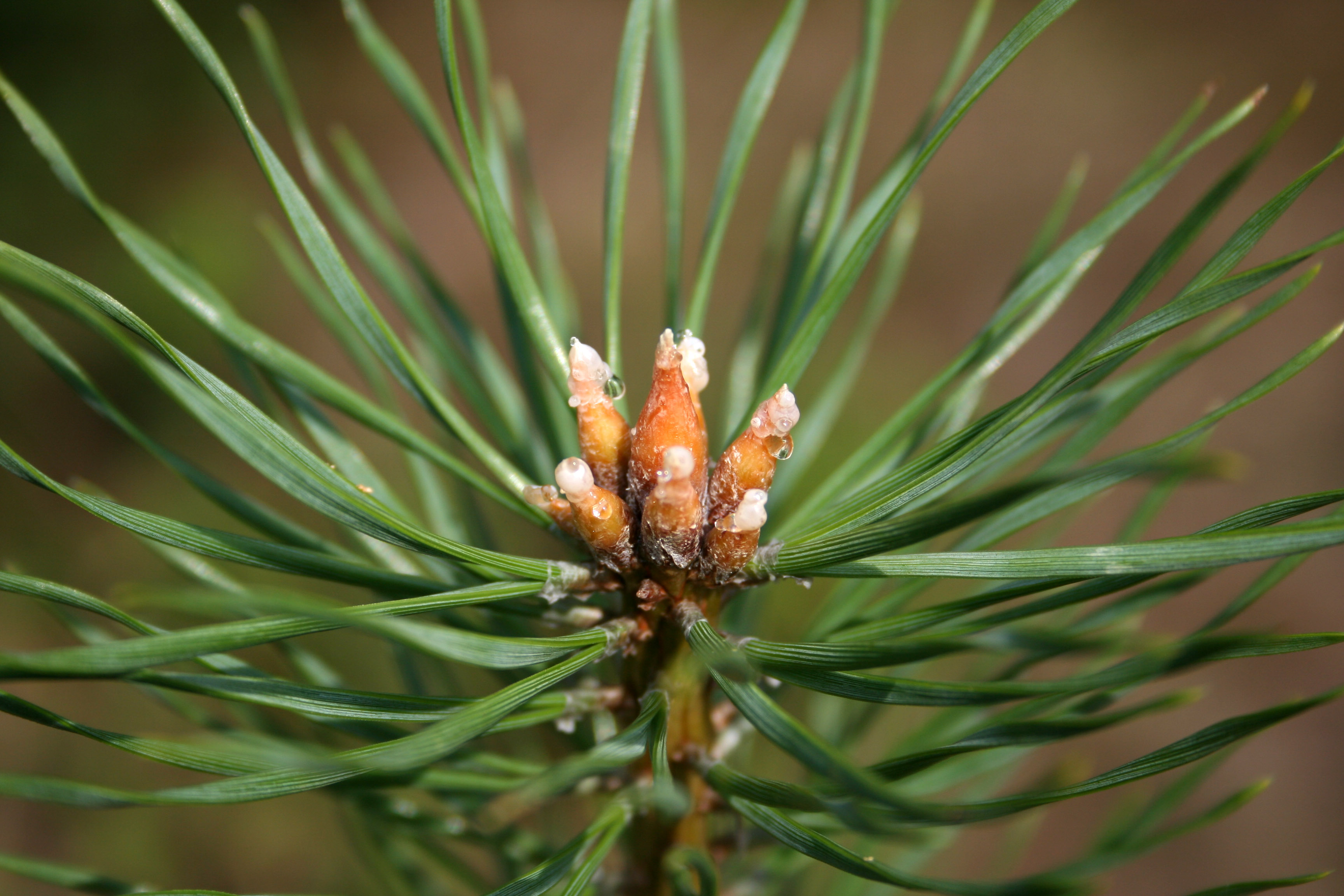
Las hojas del pino silvestre se tuercen helicoidalmente y van unidas en parejas por una vaina.

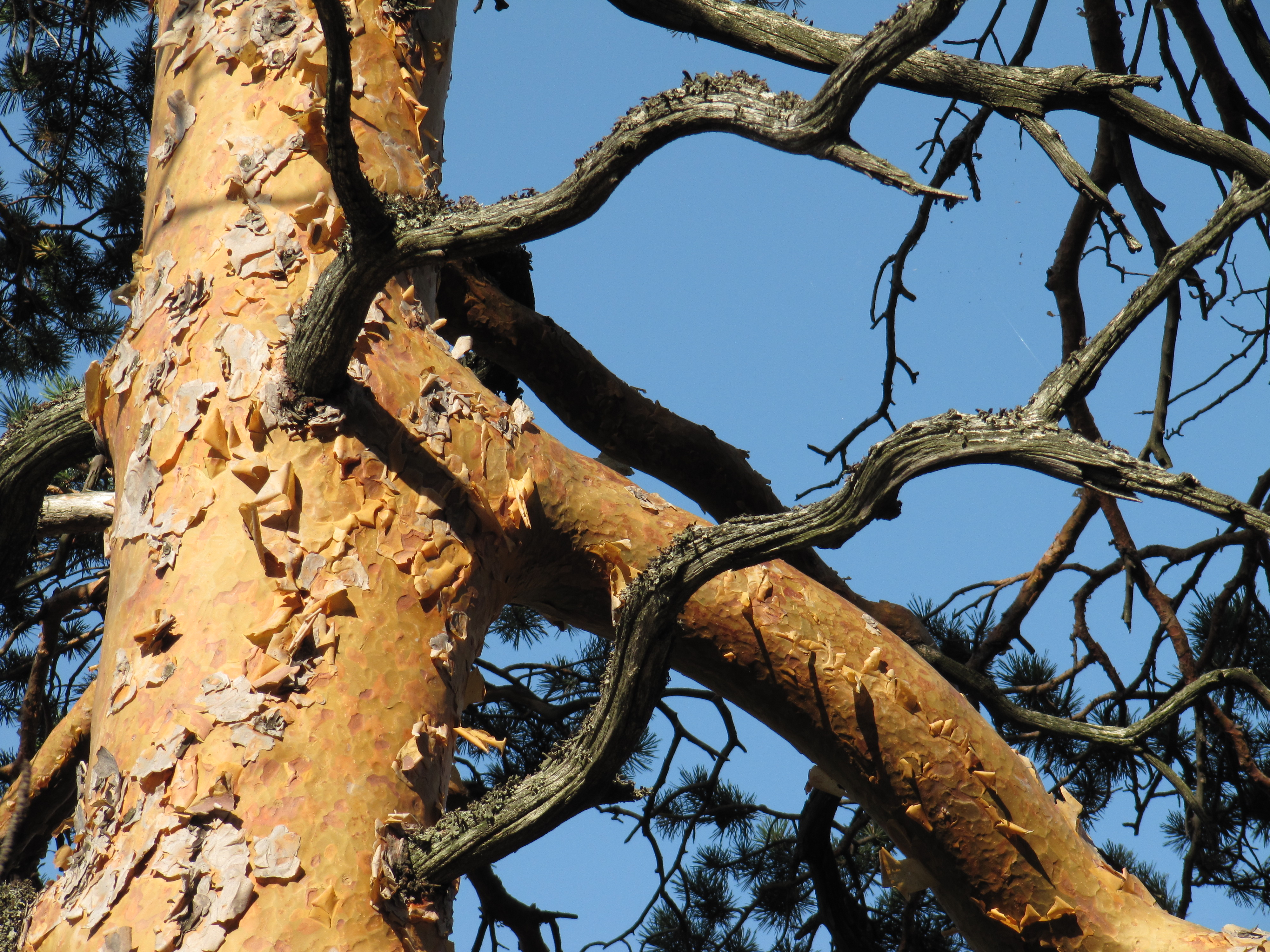
La corteza de Pinus sylvestris es de un rojo subido en la parte alta del tronco.

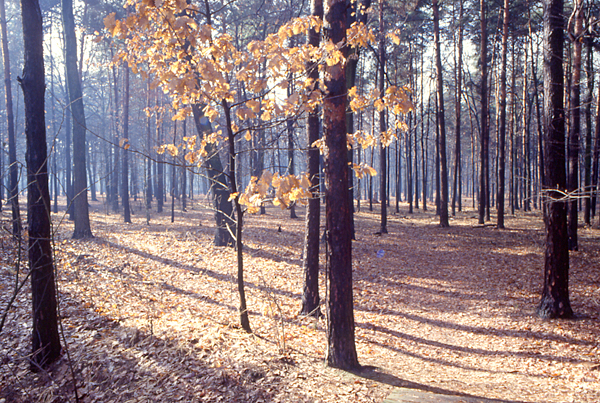
Monte alto de pino silvestre en la llanura padana, en el norte de Italia. Ahí el pino silvestre crece en terrenos pobres y bastante secos, mientras que en terrenos fértiles y frescos hay bosques de roble.

## Descripción

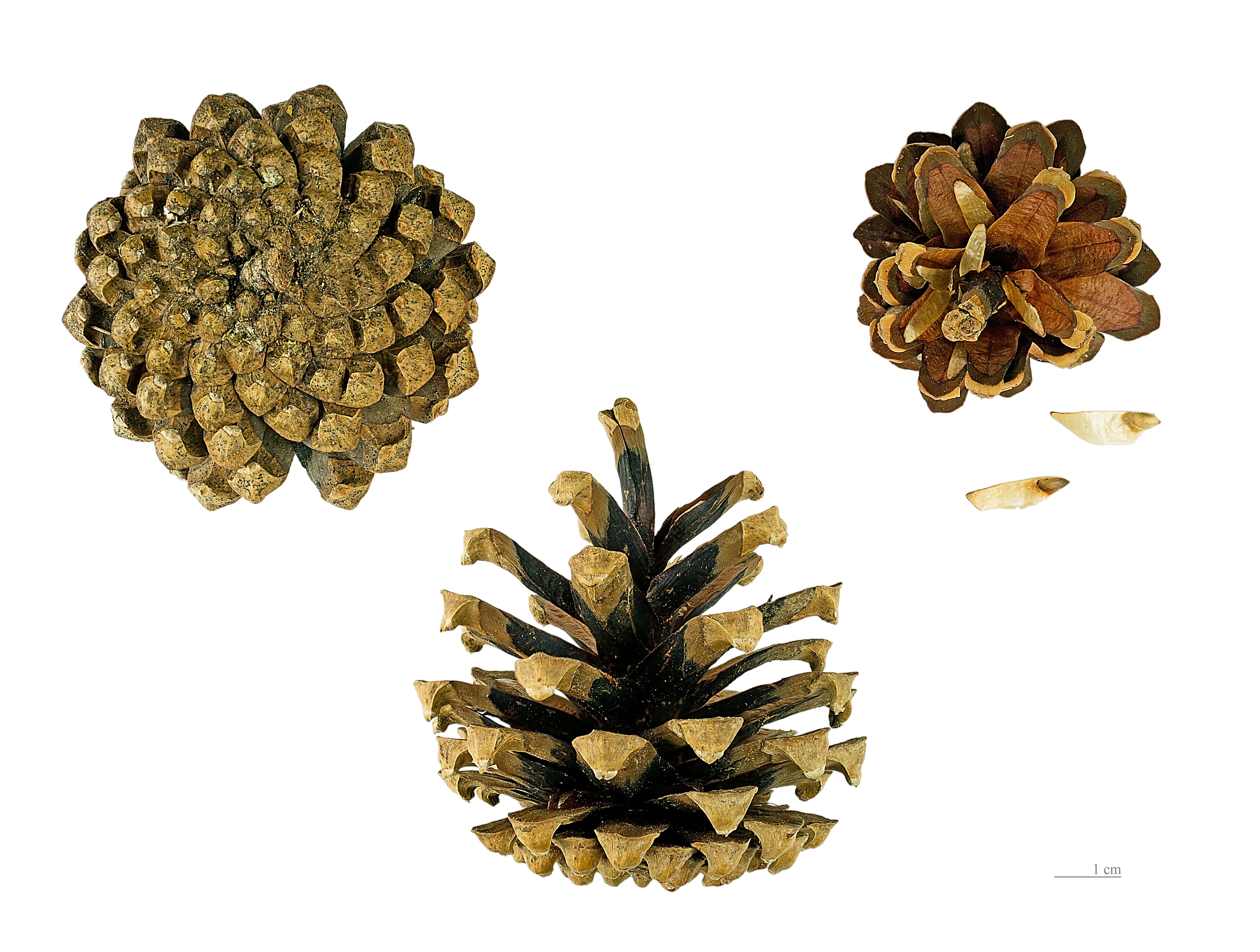
Conos maduros abiertos y semillas.

El pino silvestre puede llegar a medir 30 m de altura por unos 5 m de circunferencia, llegando a crecer 6 m de altura en 10 años. Su copa es de forma cónica de joven para luego de adulto pasar a ser irregular, ancha y deprimida, de joven presenta un tronco vestido que de adulto pasa a ser desnudo.
Las hojas son simples, agrupadas de dos a dos, aciculares, rígidas, punzantes, cortas, de a 3 a 7 cm de longitud, de sección semicircular, redondeadas en el dorso, finalmente dentadas. Las flores o estróbilos femeninos son conos de forma oblonga, de color castaño, apófisis poco saliente, desprovisto de umbo espinoso, pequeños, de 3 a 6 cm de largo, reunidos en grupos de 2 a 3, caedizos, ya que apenas maduran. Los piñones, que son las semillas, son diminutos, dotados de un ala.
Soporta pleno sol, no así con la sombra; se adapta a todo tipo de suelo menos a los anegados pero sí a los húmedos, cuanto más fértiles y profundos mayor es el desarrollo, resiste la sequía. No tolera la contaminación y no vive mucho tiempo en competencia con otras especies que lo superen en altura. Resisten inviernos muy fríos.

## Especies y variedades

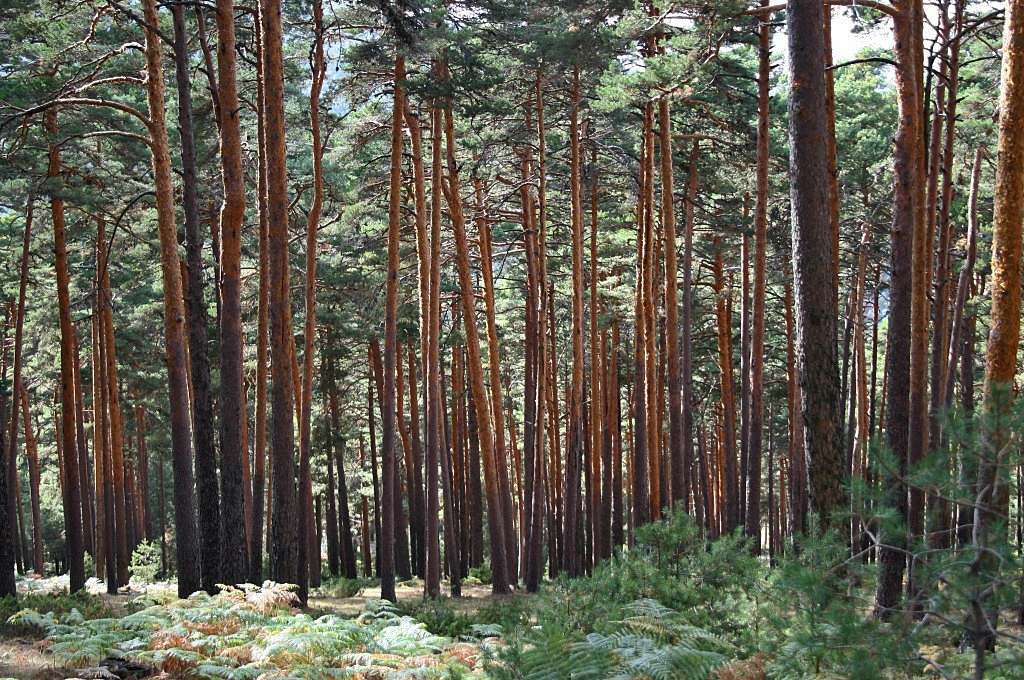
Pinar de Pinus sylvestris en la sierra de Guadarrama (España)

- Pinus sylvestris nevadensis (Christ) Rivas Mart., A.Asensi, Molero Mesa & F.Valle → Localización: Sierra Nevada (España).
- Pinus sylvestris var. catalaunica Gaussen → Localización: Cataluña (España).
- Pinus sylvestris var. hamata → Localización: península de los Balcanes y norte de Turquía.
- Pinus sylvestris var. iberica Svoboda → Localización: sierra de Guadarrama (España)
- Pinus sylvestris var. lapponica → Localización: Finlandia, Noruega, Suecia y norte de Rusia.
- Pinus sylvestris var. mongolica → Localización: Mongolia, noroeste de China y sur de Siberia.
- Pinus sylvestris var. sylvestris → Localización: Escocia, este de España, a lo largo del norte de Asia hasta la costa del Pacífico.
- Pinus sylvestris var. pyrenaica Svoboda → Localización: Pirineos.

## Cultivo y usos
El pino silvestre es un árbol importante en la silvicultura. La madera se utiliza para fabricar papel y productos de madera aserrada. Un plantón puede ser creado por siembra o regeneración natural. Las rotaciones de plantaciones comerciales varían entre 50 y 120 años, con rotaciones más largas en áreas donde el crecimiento es más lento.
En los países escandinavos, el pino silvestre se utilizaba para la fabricación de brea de pino en la era preindustrial. Todavía existen algunos productores de brea activos, pero la industria ha cesado en su mayoría. El pino también se ha utilizado como fuente de colofonia y trementina.
La madera es de color marrón claro a marrón rojizo, y se utiliza para trabajos de construcción en general. Tiene una densidad seca de alrededor de 470 kg/m3 (variando con las condiciones de crecimiento), una porosidad abierta de 60 %, un punto de saturación de fibra de 0,25 kg/kg y un contenido de humedad de saturación de 1,60 kg/kg. Las fibras de pino silvestre se utilizan para fabricar la materia textil conocida como la franela vegetal, que tiene apariencia del cáñamo, pero con una textura más apretada, más suave.
Se ha utilizado extensamente en los Estados Unidos para el comercio del árbol de Navidad, siendo uno de los árboles de Navidad más populares entre los años 1950 y los 1980. 
El pino silvestre también se cultiva para fines ornamentales en parques y jardines de Europa, así como para la reforestación.

## Propiedades
El aceite esencial es responsable de su acción como antiséptico, expectorante, diurético uricosúrico, acciones reforzadas por la brea vegetal. Además es antiviral, antipirético, inmunoestimulante y vasoprotector capilar. En uso tópico el aceite esencial produce un efecto rubefaciente.
Indicado para afecciones respiratorias: gripe, resfriados, sinusitis, faringitis, laringitis, traqueitis, bronquitis, asma. Cistitis, uretritis, prostatitis, reumatismo (en uso interno y externo), gota, heridas, parodontopatías, vulvovaginitis. Brea, en uso tópico: psoriasis.

## Importancia de las masas ibéricas

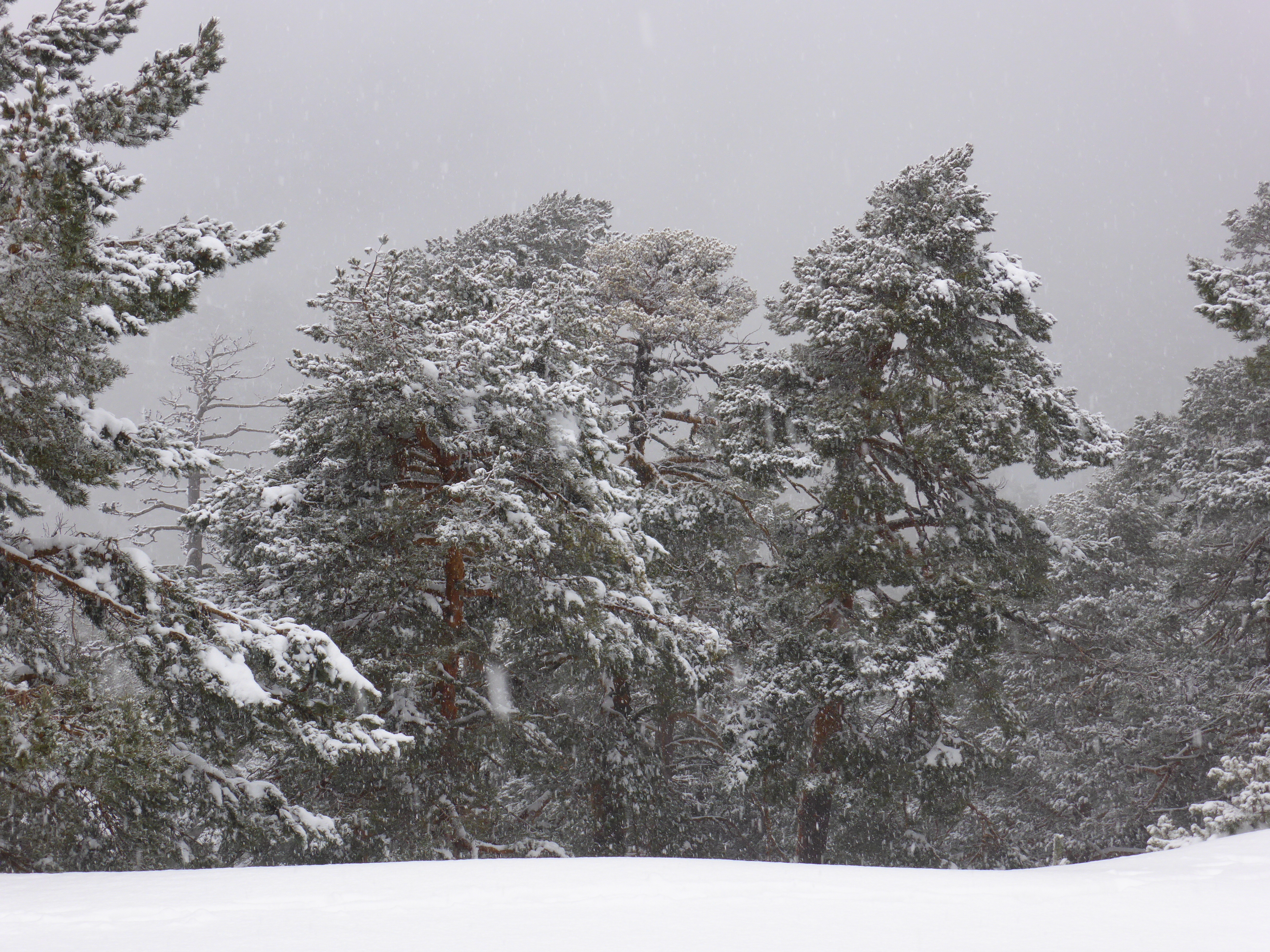
Nevando en el puerto de Cotos. Pinos silvestres.

Las masas de pino silvestre de la península ibérica constituyen el límite suroccidental de su área de distribución mundial, con núcleos de extensión limitada y gran valor biogeográfico. Ejemplos de estas poblaciones marginales son las localizadas en Sierra Nevada y sierra de Baza, cordillera Cantábrica (Pinar de Lillo en Puebla de Lillo, León y el pinar de Velilla del Río Carrión), sierra de Gredos y sierra de Guadarrama. Los estudios paleobotánicos realizados en estas montañas no solo reconocen el origen natural de esas formaciones sino que también registran una disminución importante del área de distribución de los pinos montanos (incluyendo también a (P. nigra y P. uncinata) durante los últimos milenios.
En todas las turberas de montaña y alta montaña de Asturias y Cantabria (Alsa-Molledo) aparecen registros polínicos de importancia al menos hasta la Edad Media, lo que demuestra la presencia de pinares de entidad, que fueron quemados y talados en la Edad Moderna. En fechas históricas muy recientes, se ha extinguido en Cantabria y Asturias. En Cantabria aparecen troncas subactuales (restos de troncos de pinos antiguos) en Campoo de Yuso y Herbosa, lo que demuestra su carácter autóctono y óptimo para estas áreas forestales. En Asturias existían a principios del siglo XX a orillas del lago de Somiedo y en Cantabria en las comarcas de Campoo, Alto Nansa y Liébana en los pisos altitudinales donde casi han desaparecido arrasados por el fuego y las talas antiguas.
En el parque natural de Redes (Asturias), perduran pies aislados en su piso superior.
Diversos autores han planteado el colapso del urogallo cantábrico como consecuencia a medio plazo de la erradicación de las masas autóctonas de pino silvestre en la cordillera Cantábrica, al resultar subóptimos los bosques caducifolios y exponerle a mayores riesgos naturales a estas tetraónidas por su escasa cobertura foliar. Las repoblaciones efectuadas desde el siglo XIX han buscado cambiar esta destrucción antigua, con algunos logros importantes.

## Taxonomía
Pinus sylvestris fue descrita por Carlos Linneo y publicado en Species Plantarum 2: 1000. 1753.
Etimología
Su nombre procede del latín pinus (pino). En inglés dicha raíz (pine) penetra a través del francés pin; en el siglo XVIII esta especie era conocida en Inglaterra como «Scots Fir» (del danés fyr), pero «fir» se restringe actualmente a los abetos, que incluyen tanto al género Abies como a Pseudotsuga (Abeto de Douglas).
sylvestris: epíteto latino que significa ‘de los bosques, silvestre’.
Sinonimia
- Pinus binatofolio Gilib.
- Pinus borealis Salisb.
- Pinus cretacea Kalen.
- Pinus ericetorum Thore
- Pinus erzeroomica Calvert ex Gordon
- Pinus fominii Kondr.
- Pinus frieseana Wich.
- Pinus genevensis Carrière
- Pinus genovensis Garsault
- Pinus hagenaviensis K. Koch
- Pinus krylovii Serg. & Kondr
- Pinus lapponica (Hartm.) Mayr
- Pinus montana Hoffm.
- Pinus mughus Jacq.
- Pinus resinosa Savi
- Pinus rigensis Loudon
- Pinus rubra Mill.
- Pinus scariosa Lodd. ex Loudon
- Pinus tartarica Mill.[6][7]

## Nombre común
Castellano: Valsaín, aznacho, aznallo, escupineiro, pinabete, pineda de carboneros, pinete, pino, pino Valsaín, pino albal, pino albar, pino albar silvestre, pino balsain, pino balsaín, pino bermejo, pino blancal, pino blanco, pino blanquillo, pino borde, pino bravo, pino bravío, pino brozno, pino carrasco, pino chopo, pino común, pino cortezudo, pino cortezuelo, pino de Balsain, pino de Escocia, pino de Valsaín, pino de balsaín, pino enebral, pino gallego, pino maderable, pino maderero, pino nebral, pino negral, pino negro, pino real, pino rojal, pino rojo, pino royal, pino royano, pino royo, pino serrano, pino silvestre, piñal, teda.